# Paul Affolter
Pour les articles homonymes, voir Affolter.
Paul Affolter (Moitiers-en-Bauptois, 8 juin 1859 - Paris, 18 mars 1929) est un relieur français actif à partir de 1880.

## Biographie
Paul Affolter est un relieur qui s'est établi à Paris en 1880, d'abord au 10 rue Richer puis au 50 rue Laborde. Jean Augoyat lui succède après son décès brutal.
Paul Affolter est le frère du libraire Jules Affolter, propriétaire de la librairie Fontaine.

## Expositions publiques
- Musée Galliera